# Comuna Bârnova, Iași
Bârnova (în trecut, Bucium) este o comună în județul Iași, Moldova, România, formată din satele Bârnova (reședința), Cercu, Păun, Pietrăria, Todirel și Vișan.

## Așezare
Comuna se află în sudul județului, în vecinătatea sudică a municipiului Iași. Este străbătută de șoseaua națională DN24, care leagă Iașiul de Vaslui. Din acest drum, la Păun, se ramifică șoseaua județeană DJ248D, care duce spre vest la Ciurea. Din DJ248D, la Bârnova se ramifică șoseaua județeană DJ247A, care duce spre nord în Iași unde se termină în același DN24 în cartierul Bucium.

## Demografie
Componența etnică a comunei Bârnova
     Români (77,13%)
     Alte etnii (0,21%)
     Necunoscută (22,66%)
Componența confesională a comunei Bârnova
     Ortodocși (71,84%)
     Romano-catolici (1,67%)
     Alte religii (2,33%)
     Necunoscută (24,16%)
Conform recensământului efectuat în 2021, populația comunei Bârnova se ridică la 7.913 locuitori, în creștere față de recensământul anterior din 2011, când fuseseră înregistrați 5.782 de locuitori. Majoritatea locuitorilor sunt români (77,13%), iar pentru 22,66% nu se cunoaște apartenența etnică. Din punct de vedere confesional, majoritatea locuitorilor sunt ortodocși (71,84%), cu o minoritate de romano-catolici (1,67%), iar pentru 24,16% nu se cunoaște apartenența confesională.

## Politică și administrație
Comuna Bârnova este administrată de un primar și un consiliu local compus din 15 consilieri. Primarul, Mihai Balan[*], de la Partidul Național Liberal, este în funcție din 2016. Începând cu alegerile locale din 2024, consiliul local are următoarea componență pe partide politice:
|  | Partid                    | Consilieri | Componența Consiliului | Componența Consiliului | Componența Consiliului | Componența Consiliului | Componența Consiliului |
|  | ------------------------- | ---------- | ---------------------- | ---------------------- | ---------------------- | ---------------------- | ---------------------- |
|  | Partidul Național Liberal | 5          |                        |                        |                        |                        |                        |
|  | Uniunea Salvați România   | 4          |                        |                        |                        |                        |                        |
|  | Partidul Social Democrat  | 4          |                        |                        |                        |                        |                        |
|  | Partidul Verde            | 1          |                        |                        |                        |                        |                        |
|  | Partidul S.O.S. România   | 1          |                        |                        |                        |                        |                        |

## Istorie
La sfârșitul secolului al XIX-lea, comuna purta denumirea de Bucium, făcea parte din plasa Codrul a județului Iași și era formată din satele Bucium, Păun, Bârnova, Pietrăria, Vlădiceni și Socola, având în total 2287 de locuitori. În comună funcționau două mănăstiri, patru biserici, două școli de băieți cu 85 de elevi, o școală de fete cu 51 de eleve, și o moară cu aburi. Anuarul Socec din 1925 o consemnează ca reședință a plășii Codru, având 1845 de locuitori în satele Bârnova, Bucium, Păun, Pietrăria, Socola, Vlădiceni și Vișan.
După al Doilea Război Mondial, comuna a primit denumirea de Bârnova, întrucât satul Bucium a fost desființat și inclus în Iași. În 1950, comuna Bârnova a fost inclusă în orașul regional Iași, reședința regiunii Iași. În 1968, Bârnova a devenit comună suburbană a municipiului Iași, având componența actuală. În 1989, s-a renunțat la conceptul de comună suburbană, comuna fiind subordonată direct județului Iași.

## Monumente istorice

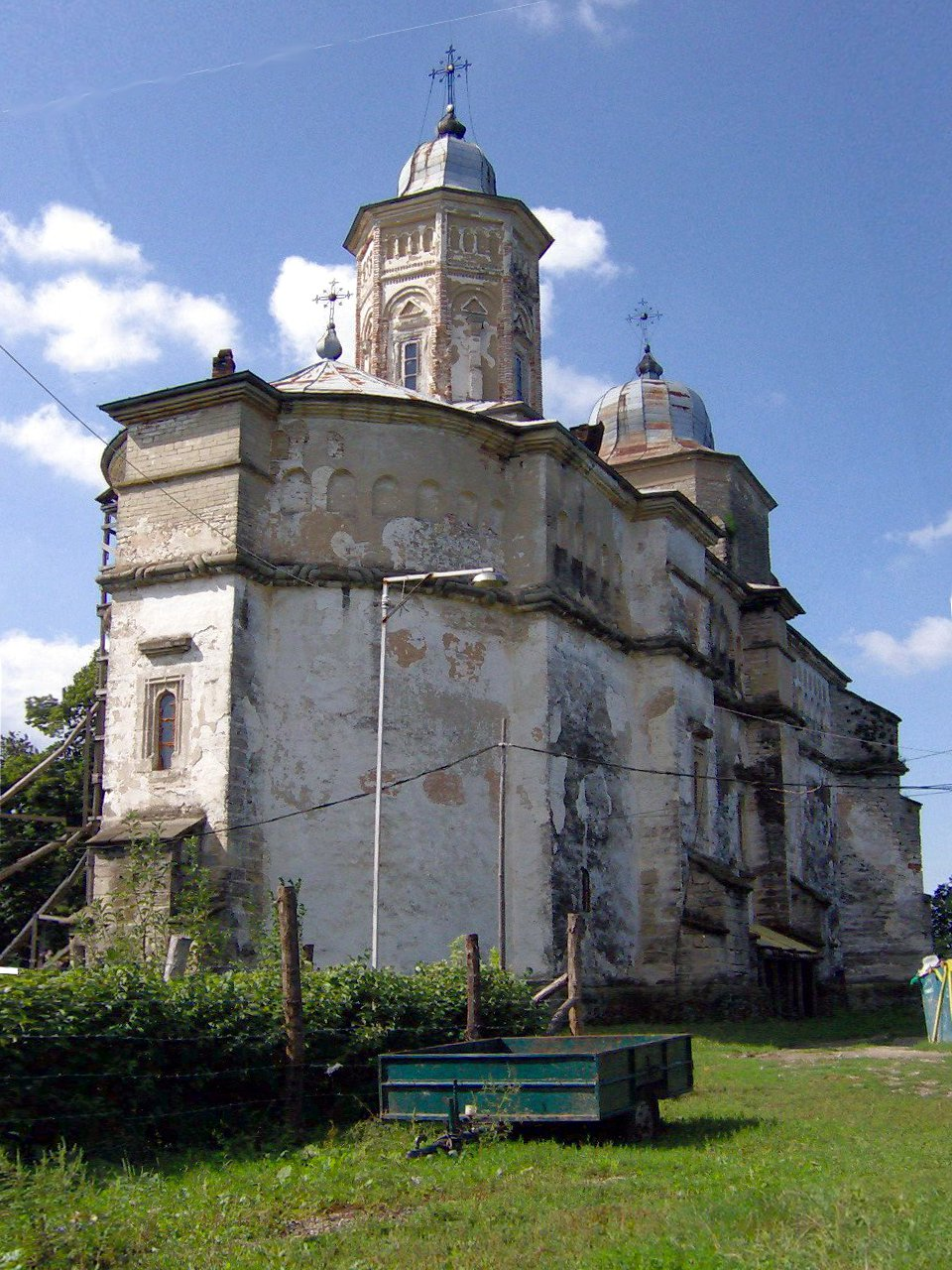
Biserica „Sfântul Gheorghe” a mănăstirii Bârnova, monument istoric de interes național

În comuna Bârnova se găsesc mănăstirile Bârnova (1626–1629) din satul Bârnova și Mănăstirea „Piatra Sfântă” (secolele al XVIII-lea–al XIX-lea) din satul Pietrăria, ambele ansambluri-monument istoric de arhitectură de interes național. Mănăstirea Bârnova cuprinde biserica „Sfântul Gheorghe” (1626–1629), chiliile (1728), ruinele din incintă, turnul de poartă și zidul de incintă (secolul al XVII-lea); iar mănăstirea Piatra Sfântă cuprinde în ansamblul său biserica „Adormirea Maicii Domnului” (1755).
În rest, trei alte obiective din comună sunt incluse în lista monumentelor istorice din județul Iași ca monumente de interes local, toate fiind clasificate ca monumente de arhitectură: sanatoriul TBC (secolul al XIX-lea) din satul Bârnova; biserica „Învierea Domnului” (secolul al XIX-lea) din satul Vișan; și Biserica „Sfinții Apostoli” (1812) din satul Păun.